# 南黄庄墓群
南黄庄墓群，位于山东省威海市乳山市南黄镇南黄庄村，是中华人民共和国山东省文物保护单位之一。
是胶东半岛支石墓的典型代表。
1992年6月12日，授予山东省文物保护单位，是一座古墓葬。